# Nârada

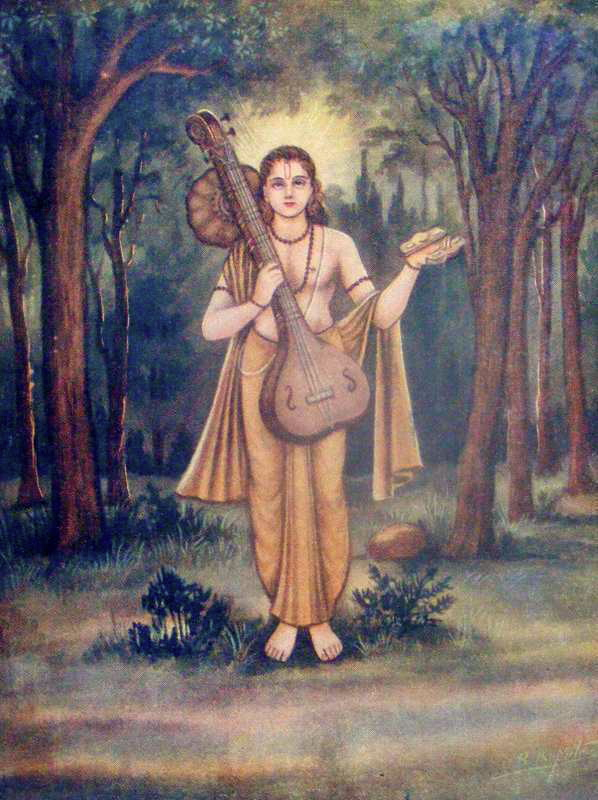
Nârada.

Nârada (sanskrit : nārada ; devanagari : नारद) est un personnage récurrent dans la mythologie de l'hindouisme, où il apparaît à la fois comme l'archétype du sage (rishi) et comme le messager et le compagnon des dieux (deva). Nârada est aussi l'inventeur de la vînâ, le premier instrument à cordes. On le représente souvent volant dans les airs, une vînâ à la main, entonnant des chants à la gloire de Vishnou, dont il est un avatar selon le Bhagavata Purana. Un autre de ses noms est Vishnou-Yashas, gloire de Vishnou. Il exprime par ses chants « les lois harmonieuses qui régissent l'univers créés, aussi bien que la Béatitude indifférenciée de la Vision de l'Absolu [Brahman]. »
Du couple divin qu'il incarne (Vishnou-Lakshmi), Nârada détient « l'harmonie féconde, la chaleur créatrice, l'intrépidité, l'humilité et la droiture parfaites (...). C'est en lui que Hanumân personnifie le dévouement éclairé, la force et l'intensité sans limites. »
Selon le Mahâbhârata (I, 66, 44), il est fils de Kashyapa et de l'une des filles de Daksha. Selon le Brahmavaivarta Purâna (I, 22, 2), il est l'un des dix Prajâpati parmi les fils de Brahmā. Il a aussi la réputation de semer la discorde partout où il va, d'où son épithète Kaliprîya, celui qui aime les querelles. 
Plusieurs ouvrages sont attribués à Nârada (ou à ses homonymes), parmi lesquels la Nârada Parivrâjaka Upaniṣad (l'une des Upanishad majeures), le Nârada Purâna (l'un des grands Purāṇa), le Nârada Bhakti Sutra (traité de bhakti), le Nârada Dharma Shâstra (résumé du Mânava Dharma Shâstra), le Nârada Shilpa Shâstra (traité d'architecture) et le Sangîtamakaranda (traité de musicologie).

## Étymologie
L’étymologie de Narada n’est pas claire. Les linguistes décomposent Nārada en da, « donnant » et nara, probablement un nom de clan ou le renvoient à nalada « nard ». L’hypothèses que ce terme proviendrait de nara « eau » n’est plus retenue, considérée comme une invention pour justifier l’étymologie populaire de Narayana (« qui se meut sur les eaux »).
Mâ Sûryânanda Lakshmî propose comme étymologies populaires/mystiques pour Nârada: « celui qui divise les hommes entre eux, qui les individualise » ou « celui qui donne la connaissance de Dieu ».

## Avatar de Vishnou
Nârada est le troisième avatar de Vishnou selon la liste de 22 avatars du Bhagavata Purana et le Varaha Purana (en). On peut voir en lui « l'âme individuelle (jiva) dans la perfection essentielle de sa nature véritable et de son action propre ou, en d'autres termes, l'individuation consciente de soi dans la perfection de son principe comme de son objet. »
C'est un messager entre Dieu et les hommes : « Alors que beaucoup des principaux avatars ont pour rôle, soit d'intervenir violemment dans la vie même du monde, soit d'être des instruments parfaits pour la réalisation de la volonté divine, le rôle de Nârada consiste plutôt à révéler à chaque individu les intentions de Dieu en ce qui le concerne. »

## Ses vies

### Musicien céleste
Bien qu'incarnation de Vishnou, Nârada est le fils de Brahmâ, avec lequel il eut des rapports conflictuels et qui le condamna à vivre dans la sensualité, irrésistiblement attiré par les femmes. Il prit comme son père lui avait ordonné le corps d'un gandharva (musicien céleste). Sous le nom de Upacarhana (« le très adorable »), il vécut pendant 300 000 ans entouré de ses 50 épouses. Cette « malédiction paternelle » est décrite dans le Brahma Vaivarta Purana (en).

### Yogi
Il vécut également une vie en tant que fils de servante, durant laquelle il reçut différents enseignements qui lui permirent d'exprimer sa nature divine à travers la pratique du yoga : « À travers la grande diversité des descriptions qui nous sont données, il semble que l’on puisse dégager trois enseignements principaux que nous pourrions appeler respectivement l’ascétisme (Râja-yoga), le dualisme (Bhakti-yoga) et le monisme (Jnâna-yoga) ».
Sa vie ascétique commença dès son plus jeune âge alors qu'il vivait encore chez sa mère. Il reçut l'enseignement de moines errants vishnouites. Un jour, alors qu'il méditait sous un arbre pipal, « le Seigneur se révéla "dans le cœur de Nârada" et lui donna de précieuses instructions sur la façon d’adorer Dieu et de servir le prochain ». 
Il rencontra plus tard Nara et Nârâyana dans les Himalayas qui lui dirent de « se rendre dans l'Ile blanche où il trouverait une race d'hommes "sages avant lui" ». Sur cette île, il poursuivit ses pratiques yogiques et obtint « la vision du Dieu personnel, Vâsudeva, fort semblable à celle que Krishna accorde à Arjuna dans la Bhagavad-Gîtâ. Cette vision, comme l'indique son nom de Vishvarûpa, embrasse toutes les formes et toutes les manifestations possibles du divin ».
Le Sama Vidhana Brahmana le décrit également comme disciple de Brihaspati.
Pour son yoga moniste, Nârada fut guidé par Sanat-Kumâra.